# 가토 마사오
가토 마사오(일본어: 加藤 正夫, 1947년 3월 15일 ~ 2004년 12월 30일)는 일본의 프로 바둑 기사이다. 일본 기원 도쿄본원 소속이었고 일본기원 이사장을 역임했다. 당시 취호는 명예왕좌(名誉王座)이다.

## 생애

### 유년기와 프로 바둑 기사
1959년 기타니 미노루의 바둑 도장에서 수련을 시작하였으며, 곧 이시다 요시오와 친분을 쌓았다. 두 사람은 오랜 기간 스파링 파트너로서 함께하며, 가토가 생을 마감할 때까지 돈독한 관계를 유지했다.
1964년 가토는 만 17세의 나이에 프로 시험에 합격하였다. 이후 다케미야 마사키, 이시다 요시오와 함께 ‘기타니 도장 삼까마귀’로 불리며 명성을 얻었다. 프로 초기에 그는 여러 대회에 출전하였으며, 1968년 4단의 신분으로 혼인보 리그에 진출하는 이례적인 성과를 이루었다. 그러나 그는 그룹 스테이지에서 탈락하여 강등되었고, 다음 해 혼인보 타이틀 보유자인 린 카이호에게 도전하였으나 2대 4로 패배하였다.
그는 공격적인 바둑 스타일로 인해 ‘킬러’라는 별칭을 얻었다. 1970년 혼인보 리그 경기에서 22대 혼인보 다카가와 가쿠를 93수 만에 항복시킨 사례는 그의 대담한 플레이 스타일을 여실히 보여준다. 하지만 프로 초반에는 ‘영원한 준우승자’라는 평가를 받으며 8번의 준우승을 경험하였다.
그러던 중 1976년 그는 고세이(碁聖)와 주단(十段) 타이틀을 차지하며 첫 우승을 기록했다. 이후 총 46개의 타이틀을 획득하며 일본 바둑 역사에서 조 치쿤, 사카타 에이오, 고바야시 고이치에 이어 네 번째로 많은 타이틀을 보유한 기사가 되었다. 한때 그는 일본 주요 7개 타이틀 중 4개(명인, 왕좌, 주단, 고세이)를 동시에 보유하기도 하였다.

### 말년과 사망
2004년 초 일본기원과 국제바둑연맹 회장으로 선출되었다. 그의 지도 아래 오테아이(대국 성적을 통한 승급제도)가 폐지되었으며, 그 대신 오랜 시간 동안 문제가 되어온 단수(기력 등급) 인플레이션을 해결하기 위한 새로운 규칙이 도입되었다. 그는 공제점(코미)을 기존 5.5에서 6.5로 조정하고, 제한 시간도 단축하였다. 그러나 같은 해 말, 가토는 건강이 악화되어 병원에 입원하였다. 12월 10일, 그는 성공적인 수술을 받았으나 몇 주 후 상태가 악화되었고, 결국 2004년 12월 30일 세상을 떠났다.

## 바둑 입문
- 1947년 3월 15일 일 후쿠오카현 출생
- 1959년 기타니 미노루(木谷 實)9단의 문하생으로 입문
- 1964년 17세에 입단, 같은 해 2단 승단
- 1965년 3단 승단
- 1966년 4단 승단
- 1967년 5단 승단
- 1969년 6단 승단
- 1971년 7단 승단
- 1973년 8단 승단
- 1978년 9단 승단

## 수상 경력
- 1969년 제24기 본인방전 준우승
- 1970년 제7기 프로 10걸전 준우승
- 1971년 대수합 제1부 우승
- 1971년 제21기 NHK배 준우승
- 1979년 본인방전, 십단전, 천원전, 왕좌전, 학성전 우승
- 1987년 십단전, 기성전, 명인전, 왕좌전 우승
- 1988년 NHK배 우승
- 기도상(棋道賞) 최우수기사상
- 1998룡성전 우승
- NEC배 우승
- 왕좌전 우승
- 2003년 제58회 본인방전 준우승
- 기성전 우승